# Stazione di Villa San Giovanni
La stazione di Villa San Giovanni è la principale stazione ferroviaria della città di Villa San Giovanni, la seconda per numero di passeggeri/frequentatori nell'ambito della Città metropolitana di Reggio Calabria e una delle maggiori dell'intera Calabria.

## Storia
La stazione di Villa San Giovanni venne inaugurata poco prima dell'estate del 1884 quando venne realizzato il collegamento ferroviario di 12 km con la stazione di Reggio Calabria Lido, allora denominata Reggio Calabria Succursale. L'impresa costruttrice, la società Vittorio Emanuele, era ormai sul punto di cedere gli impianti alla nuova Società per le Strade Ferrate del Mediterraneo. Quest'ultima giunse al completamento della Ferrovia Tirrenica Meridionale nel 1895 e da tale anno l'importanza della stazione crebbe notevolmente anche perché, per i viaggiatori provenienti dalla Sicilia con le imbarcazioni che dovevano proseguire verso il nord, risultava più conveniente che andare, come prima, fino al Porto di Reggio Calabria. Il 1º marzo 1905 la stazione di Villa venne collegata allo scalo dei traghetti con un raccordo ferroviario mettendo così le premesse per il servizio di traghettamento dei rotabili ferroviari. L'importanza di Villa San Giovanni andò gradatamente aumentando a danno di Reggio Calabria, in quanto l'itinerario ferroviario tirrenico, più breve di quello jonico, produsse lo spostamento del traffico ferroviario via mare sulle invasature villesi, che vennero aumentate e potenziate.
Il fabbricato viaggiatori fu costruito nel 1937 su progetto dell'architetto Roberto Narducci e venne attivato il 28 ottobre dello stesso anno.

## Movimento

### Trasporto nazionale
La stazione è servita da treni InterCity, InterCity Notte, Frecciargento, Frecciarossa ed Italo, che collegano lo scalo con Lamezia Terme, Paola, Salerno, Napoli, Roma, Firenze, Bologna, Reggio Emilia, Milano, Torino, Genova, Ferrara, Padova, Venezia, Reggio Calabria e Sicilia.
I treni InterCity e InterCity Notte vengono effettuati con locomotive E.401, E.402B, E.403, E.464 con carrozze UIC-Z + semipilota di seconda classe e Gran Confort di prima classe.
I treni Frecciarossa e Frecciargento vengono effettuati con elettrotreni ETR.400, ETR.500 ed ETR 485.
I treni Italo vengono effettuati con elettrotreni ETR.675.

### Trasporto regionale
La stazione è servita da treni Regionali che collegano Villa San Giovanni con:
- Rosarno
- Melito di Porto Salvo
- Reggio Calabria Centrale
- Paola
- Cosenza  (via Paola)
- Sibari (via Paola-Cosenza)

I treni del trasporto regionale vengono effettuati con E.464 con carrozze UIC-X restaurate + carrozze semipilota, carrozze MDVC, carrozze MDVE + carrozze semipilota, miste di prima e seconda classe. Inoltre vengono utilizzati i treni Minuetto ALe 501/502.

## Strutture e impianti
Ubicata sulla linea Battipaglia-Reggio Calabria, la stazione di Villa San Giovanni è uno scalo ferroviario di importanza nazionale, infatti è il principale punto di arrivo e di partenza dei passeggeri diretti dal continente in Sicilia e viceversa e della totalità delle merci trasportate per mezzo della ferrovia. Dotata di 6 binari passanti adibiti al servizio viaggiatori, vi fermano tutti i treni con partenza o destinazione a Reggio Calabria o in Sicilia.

È situata tra la stazione Catona e quella di Scilla, inoltre il parco merci è molto grande ed è raggruppato in tre grandi strutture di binari.
All’interno del fabbricato viaggiatori é presente una chiesa cattolica.

## Servizi
La stazione dispone di:
- Biglietteria a sportello
- Biglietteria automatica
- Sala d'attesa
- Bar
- Servizi igienici
- Posto di Polizia ferroviaria

## Interscambi
- Linee di autobus Costa Viola.
- Traghettamento nello stretto di Messina

## Galleria d'immagini

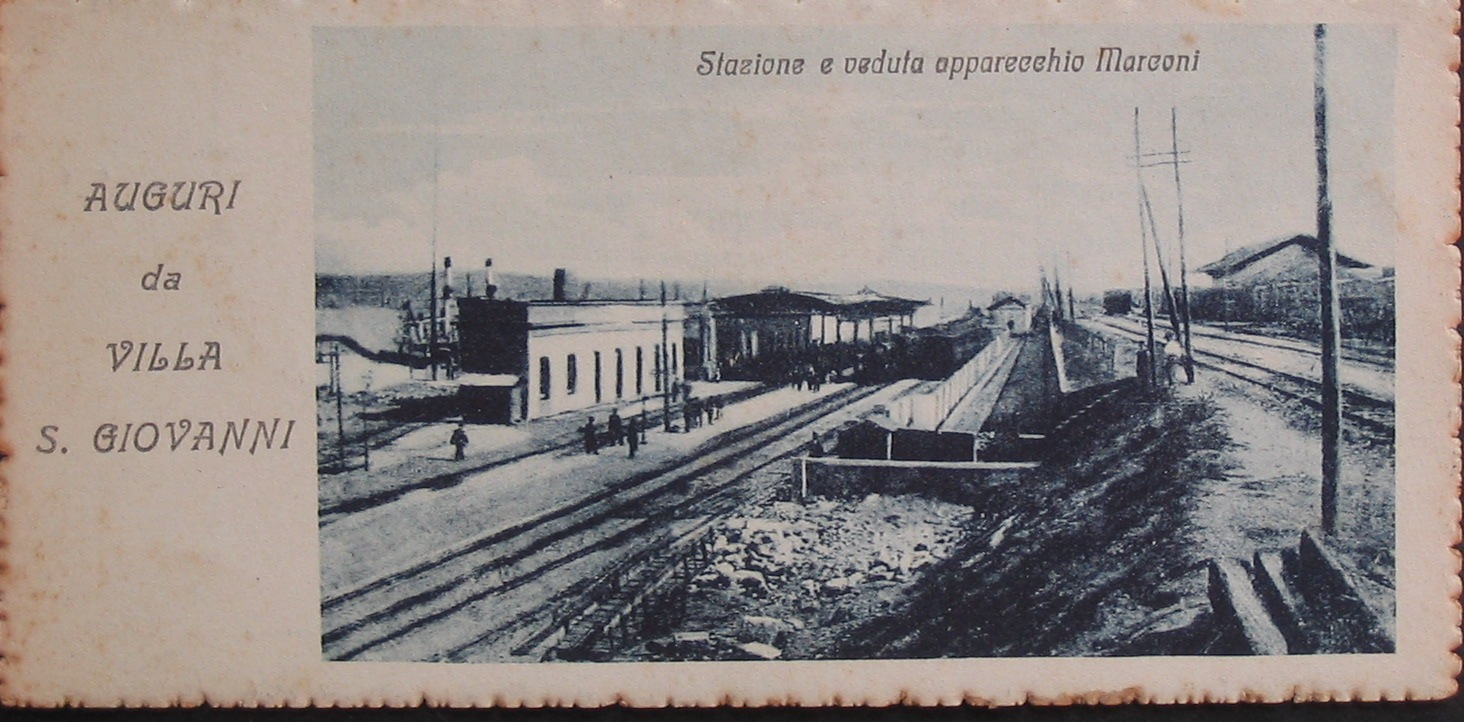
La stazione di Villa in una cartolina del 1906
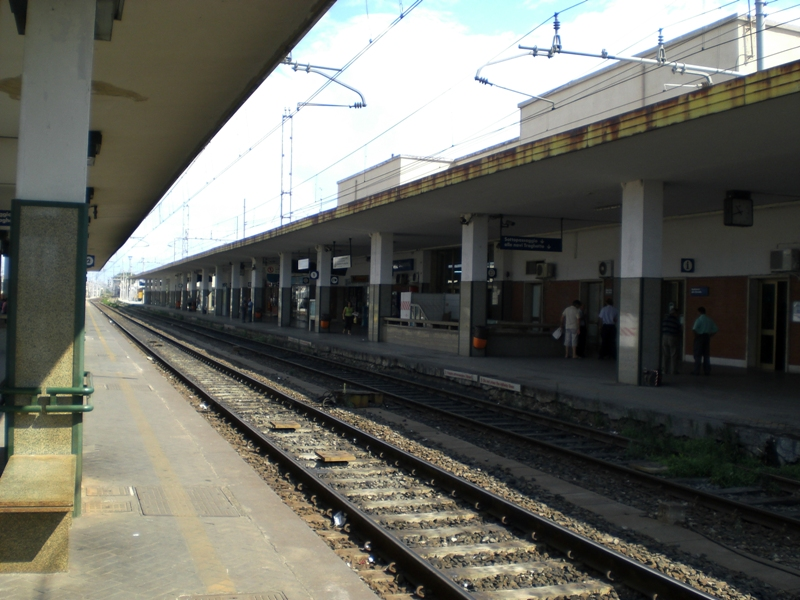
Veduta del primo binario
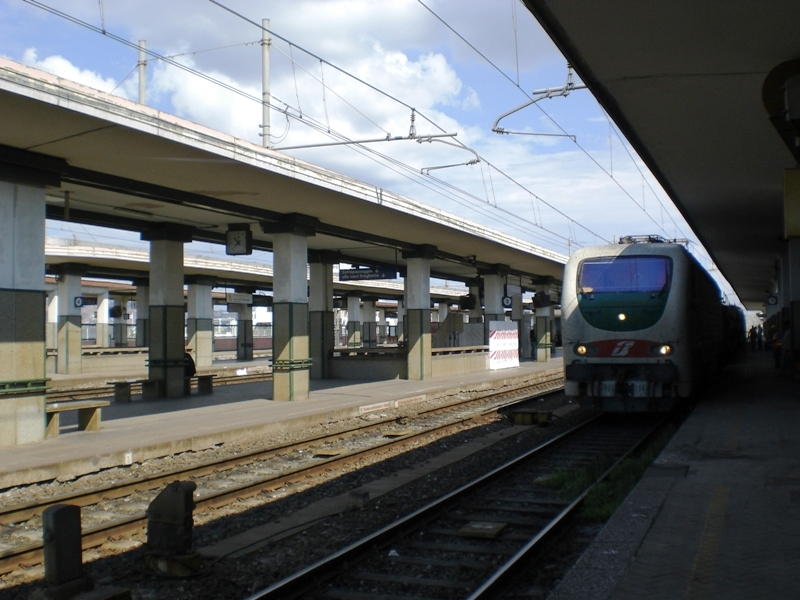
Veduta delle pensiline
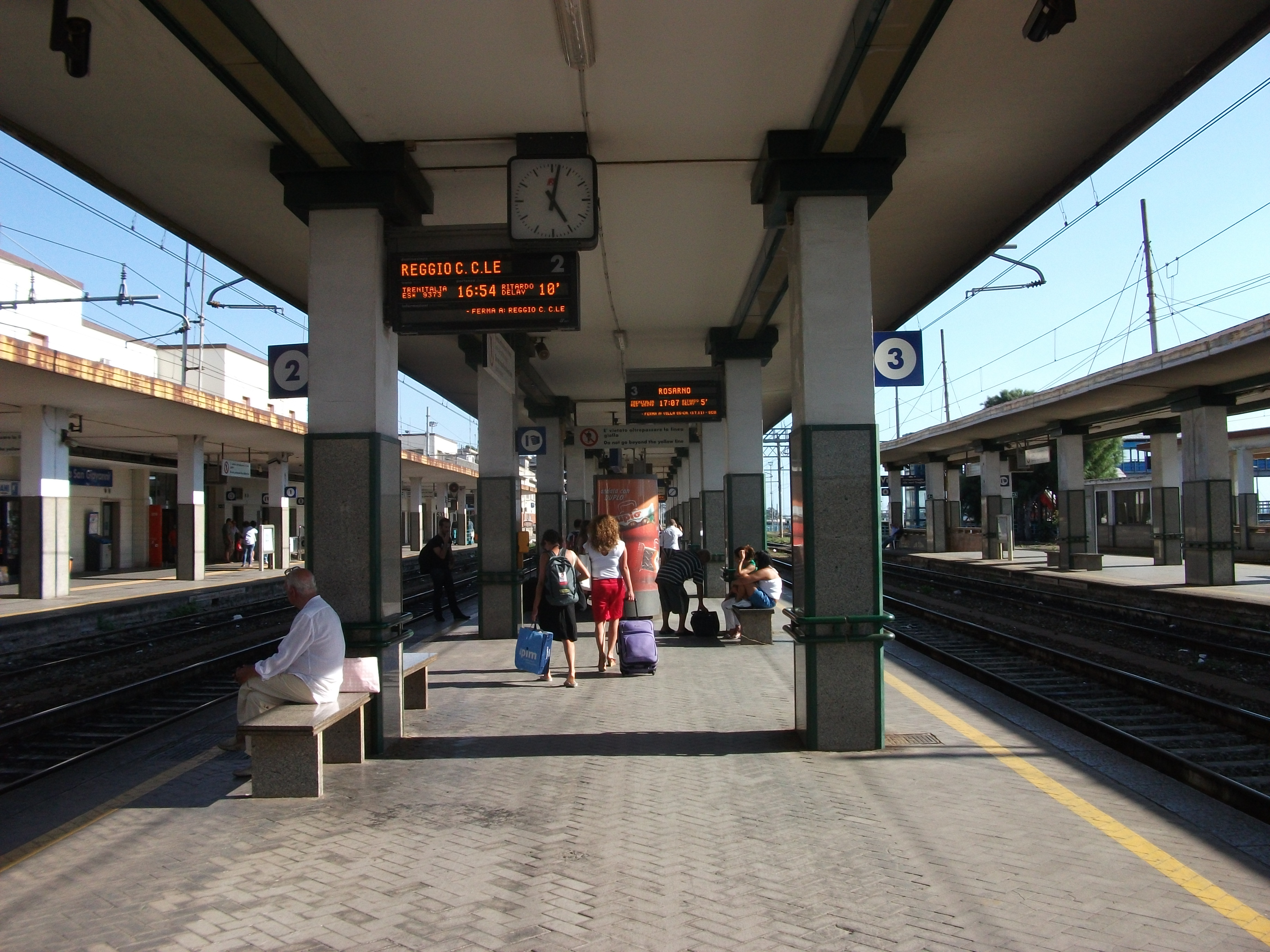
Veduta d'insieme della piattaforma per i binari 2-3
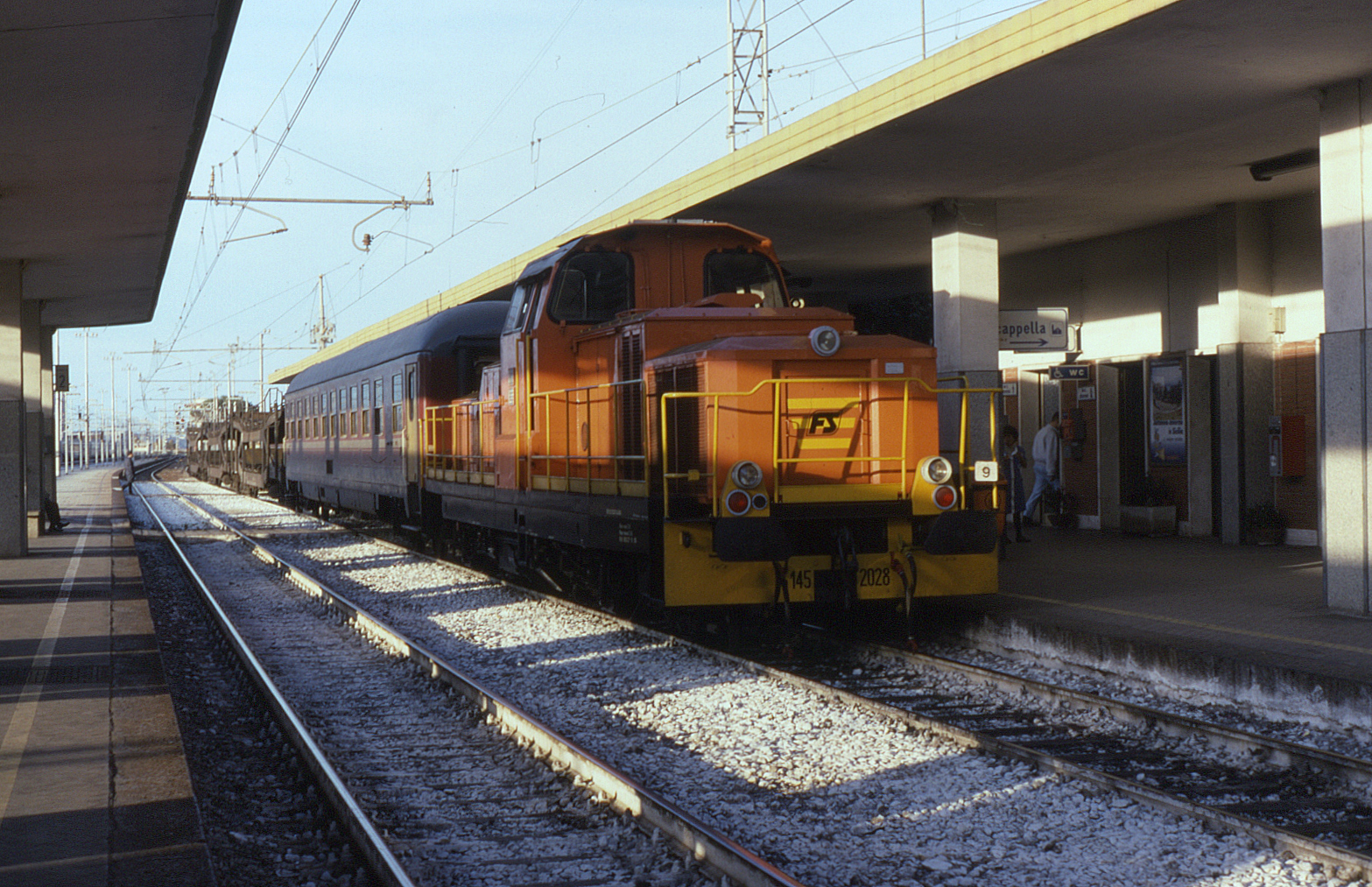
Una D145.2028 in stazione nel 16 novembre 1995